# 감으로 하는! 부활동
《감으로 하는! 부활동》(てさぐれ!部活もの)은 일본의 텔레비전 애니메이션 작품이다. 야오요로즈가 제작, 제1기가 2013년 10월부터 12월까지, 제2기 《감으로 하는! 부활동 앙코르》(てさぐれ!部活もの あんこーる)가 2014년 1월부터 3월까지 각각 닛폰 TV에서 15분 정도로 방송되었다. 약칭은 테사구레부.
제3기 《감으로 하는! 부활동 스핀오프 프루프룸 샤름과 놀자》(てさぐれ!部活もの すぴんおふ プルプルんシャルムと遊ぼう)가 2015년 4월부터 6월까지 30분 정도로 방송되었다. 약칭은 테사프루.
대한민국에서는 대원방송에서 더빙이 결정되어 《여고생 수다클럽》으로 1·2화를 1화로 묶어서 방영하였다. 총 12화까지 방영.
해당 작품에서는 미쿠미쿠댄스를 이용하여 제작되었다.